# Materialprüfungsamt Nordrhein-Westfalen

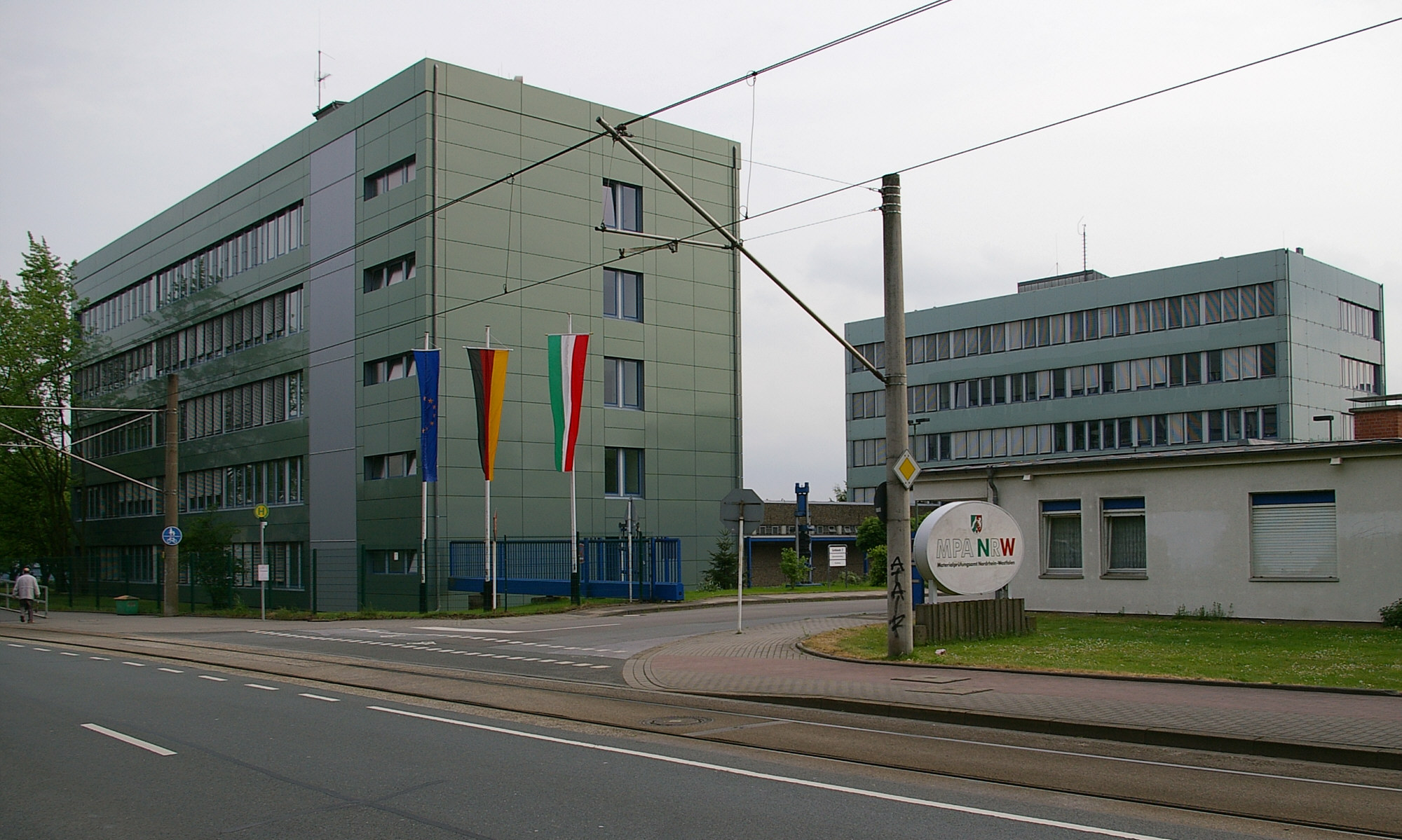
Das MPA NRW in Dortmund

Das Materialprüfungsamt Nordrhein-Westfalen (MPA NRW) ist ein Landesbetrieb des Landes Nordrhein-Westfalen, der die Aufgabe hat, im öffentlichen Interesse Prüfungen von Stoffen, Produkten, Anlagen und Verfahren mit dem Ziel durchzuführen, die Allgemeinheit gegen Gefahren zu sichern und die Wirtschaft in der Qualitätssicherung zu unterstützen.
Im Rahmen dieser Aufgabe prüft das MPA NRW Roh- und Werkstoffe, Bauprodukte, Werkstücke, Konstruktionen, Maschinen, technische Systeme und Qualitätssicherungssysteme und kalibriert Mess- und Prüfgeräte. Das MPA NRW wirkt bei der Akkreditierung von Prüflaboratorien und Zertifizierungsstellen mit.
Das Materialprüfungsamt NRW liegt im Dortmunder Stadtteil Aplerbeck.

## Geschichte
Das staatliche Materialprüfungsamt NRW nahm 1947 auf dem Gelände der stillgelegten Forschungsanstalt der Vereinigten Stahlwerke AG in Dortmund seine Arbeit auf. 1952 erfolgte der Umzug an den heutigen Standort an der Marsbruchstraße.
Die Aufgabe des MPA NRW wurde 1967 neu definiert: Kernpunkte sind nun die „amtliche“ Materialprüfung für die heimische Wirtschaft, die Beteiligung an der Normungsarbeit und die Forschung und Entwicklung auf dem Gebiet der Materialprüfung. Aufgrund der starken Nachfrage nach Baustoffprüfungen wurde eine Außenstelle in Essen eröffnet, die jedoch im Jahre 1984 wieder geschlossen wurde.
Mit der rasanten technischen Entwicklung veränderten sich auch die beim MPA NRW nachgefragten Leistungen. Der Minister für Wirtschaft, Mittelstand und Verkehr ließ daher bereits im Jahre 1971 erneut die Aufgabenstellung und die Abgrenzung des MPA NRW zu anderen ähnlichen Instituten überprüfen. Die Ergebnisse spiegelten sich in einem neuen Aufgabenerlass vom 20. Februar 1972 wider. In seiner neuen Rolle konzentrierte sich das MPA NRW auf Prüfungen im Bereich der technischen Sicherheit und Wirtschaftsförderung. Auftrag des MPA NRW war es, zuverlässig und unabhängig im Rahmen der von der Landesregierung gesetzten Ziele gegen Leistungsvergütung zu arbeiten. Eine volle Deckung der Prüfkosten war jedoch unter dem Aspekt der Wirtschaftsförderung nicht vorgesehen.
1978 erwarb das Land in Erwitte ein ausschließlich für die industrielle Nutzung ausgewiesenes Grundstück, um dort optimale Bedingungen für Brandschutzuntersuchungen zu schaffen. Wichtig war und ist es immer noch die Bedingungen des Umweltschutzes zu erfüllen. Hier ließen sich die notwendigen Einrichtungen realisieren. Die Außenstelle Erwitte ist heute mit ihren umfangreichen Prüfeinrichtungen für den Brandschutz wichtiger Bestandteil des MPA NRW.
Seit 1995 ist das MPA NRW Landesbetrieb. Ein neuer Aufgabenerlass brachte ab dem 1. Januar 1995 wesentliche Veränderungen. Seitdem arbeitet das MPA NRW mit denselben Instrumentarien wie ein privater Betrieb, zum Beispiel Kosten-/Leistungsrechnung, Bilanz und Jahresabschluss, Kundenbefragung und Beschwerdemanagement. Bereits ein Jahr nach Umwandlung des MPA NRW in einen Landesbetrieb ist es gelungen, Landeszuführungen an das Unternehmen auf Null zu reduzieren. In den Folgejahren konnten sogar zum Teil Jahresüberschüsse an die Landeskasse abgeführt werden. Ein Unternehmensleitbild, das im Jahr 1998 unter Mitwirkung der Belegschaft erarbeitet wurde, fußt auf drei Säulen: Leistungsorientierung, Kundenorientierung und Mitarbeiterorientierung.